# 천치메이
천치메이(陳其美, 1878년 1월 17일 ~ 1916년 5월 18일)는 청나라의 경찰이며 중화민국의 혁명가 겸 정치인이자 작가이다. 자(字)는 잉스(英士)이다. 그는 신해혁명의 주역 가운데 한 사람으로 호군도독(滬軍都督)을 지냈다.

## 생애
1878년 청나라 저장성 후저우 부 우청현에서 출생하였으며 후저우부 우싱구에서 성장하였다. 1906년 일본 도쿄에서 경감학교(警監學校)를 졸업하였으며, 같은 해 겨울에는 중국혁명동맹회(中國革命同盟會)에 가입하였다.
1908년 상하이로 돌아와서 장쑤성과 저장성 일대에서 혁명 활동을 벌였다.
1908년 12월 15일에서 청 제국 말단 경관 직위에 입문한 그는 1911년 3월 1일을 기하여 경관 직위에서 전격 돌연 사퇴를 하였으며 그 해 10월, 우창 봉기가 일어나자 11월 3일 동지들을 이끌고 상하이 제도국을 공격하여 점령하였다. 이후 그는 '상하이 도독'으로 추대되었으며, 위안스카이가 쑨원에 이어 중화민국 임시정부 제2대 임시 대총통에 올랐을 때, 내각에서 공상총장에 취임하였다.
1913년 7월 6일, 제2차 혁명이 일어났을때, 위안스카이에게 결국 축출되어 쑨원과 함께 일본으로 망명하였다.
1915년 위안스카이의 '제제(帝制) 운동'이 일어났을때, 이에 반대 운동을 벌였고 위안스카이 정권에 대항하는 군사 활동을 벌이기 위해 귀국하여 비밀리 혁명 활동을 벌였다. 그러나, 1916년 5월 18일 상하이에서 위안스카이가 보낸 자객이 쏜 총에 암살되었다.
천치메이는 한국의 독립운동지사들과 어울리기도 했는데, 그 가운데서 대표적으로 신규식이 있다. 그는 신규식과 함께 신아동제사를 조직하여 한·중 혁명 활동을 전개하기도 했었는데, 이러한 공로로 대한민국 정부에서는 1968년 건국훈장 대한민국장을 추서하였다.

## 같이 보기
- 중화민국 대륙 시기